# Останці Сарматського моря
Оста́нці Сарма́тського мо́ря — геологічна пам'ятка природи місцевого значення в Україні. Розташована на території Тернопільського району Тернопільської області, село Галущинці, в кар'єрі біля автошляху Тернопіль — Підволочиськ, стінка північно-західної експозиції.
Площа — 1,0 га. Статус отриманий у 1983 році.